# William Porter
William Porter (Estados Unidos, 24 de marzo de 1926-2 de marzo de 2000) fue un atleta estadounidense, especialista en la prueba de 110 m vallas en la que fue campeón olímpico en 1948.

## Carrera deportiva
En los JJ. OO. de Londres 1948 ganó la medalla de oro en los 110 m vallas, con un tiempo de 13.9 segundos, llegando ala meta por delante de los estadounidenses Clyde Scott (plata) y Craig Dixon (bronce).